# モルダヴィア民主共和国

モルダヴィア民主共和国
Republica Democratică Moldovenească (ルーマニア語)
Молдавская Демократическая Республика (ロシア語)

国歌: Deşteaptă-te, române!（ルーマニア語）
目覚めよ、ルーマニア人！

モルダヴィア民主共和国の地図（1917年）

モルダヴィア民主共和国（モルダヴィアみんしゅきょうわこく、ルーマニア語: Republica Democratică Moldovenească、英語: Moldavian Democratic Republic）、通称：モルダヴィア共和国（ルーマニア語: Moldovean、英語: Moldavian Republic）は、1917年12月16日（旧暦12月2日）に建国が行われ1918年2月6日(旧暦1月24日)に独立を宣言した国家である。現在のモルドバ共和国（沿ドニエストルを除く）と 北ブコヴィナ、ブジャク、ルーマニアの一部の領域に存在していた。2月革命によってロシア帝国の政治的な力が弱まった1918年10月から11月に選挙されたベッサラビアのスファトゥル・ツァーリー（Sfatul Ţării、国家議会）によって独立が宣言された。
スファトゥル・ツァーリーは立法府の本体で、モルダヴィアの政府であった長官会議は、独立宣言の後に大臣会議に改名された。

## 歴史
1917年にペトログラードで2月革命がおきると、ベッサラビア県の知事は辞任し、ベッサラビアの暫定政府政治委員に指名され、グベールニア・ゼムストヴォ（Gubernial Zemstvo）の長となったコンスタンティン・ミミ（Constantin Mimi）と彼の副官であったウラジミール・クリスティ（Vladimir Cristi）に法的権力を渡した。全ての旧ロシア帝国の県で同じような手続きがとられた。皇帝派政府の長官は法的権力を州や県のゼムストヴォ長官に譲渡し、それぞれ州政治委員、県政治委員と呼ばれた 。

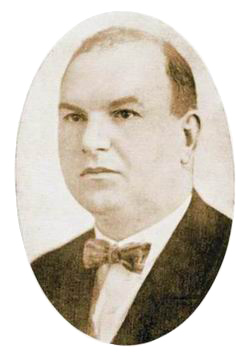
イオン・インクレッツ

1917年10月に開催された農民議会は新しい政治委員に対する投票でミミを外しイオン・インクレッツ(Ion C. Inculeţ)に投票した。この動きはアレクサンドル・ケレンスキーの計画したもので、彼がペトログラード大学準教授のインキュレットをベッサラビアを保持するために送り込んでいた。法的権力がなかった農民議会はすぐに投票し、ケレンスキーは正式にミミからインキュレットに政治委員を置き換えた。インキュレットがキシナウに着いた時、反抗する貴族が静まっていることを知り、このためウラジミール・クリスティが副政治委員の地位を持つことに合意した。モルダヴィア民主共和国が宣言される際に、クリスティは辞任し、インキュレットに法的権限を与えた。
ベッサラビア：スファトゥル・ツァーリー（国家議会）は1917年10月から11月に選挙され、1917年12月から活動を始めた。国会はモルダヴィア民主共和国をロシア民主連邦共和国の加盟国として宣言を行った。
ボルシェビキの1918年の1月18日(1月5日)から1月25日(1月12日)にかけてのウクライナ方面での占領失敗と、これによって起きたウクライナの独立宣言による刺激はベッサラビアを事実上ロシアの枠組みからはずしていった。そしてスファトゥル・ツァーリーはモルダヴィア民主共和国の独立を1918年2月6日に宣言した。
ドイツ帝国とルーマニア王国、ウクライナ人民共和国、ボルシェビキ・ロシアによる分離講和合意の調印の後、国民はルーマニアとの連合を強く望むようになった。これに促され、1918年4月9日、スファトゥル・ツァーリーはルーマニアとの連合の票決を行い86人の賛成、3人の反対、36人の棄権で連合を行うことが決定された。地方自治、ベッサラビア議会の継続、地方議会と行政体としての権限を条件にルーマニアと交渉を行い、スファトゥル・ツァーリーは法的にモルダヴィア民主共和国を終焉させ、ベッサラビアとルーマニア王国の連合を宣言した。
この連合はパリ条約で承認された。反対票を投じた3人のうちアルカディエ・オスモロフスキー(Arcadie Osmolovschi)はソ連に移住し、シュテファン・バルメス(Ştefan Balmez)は地方政治家として成功、ミハイル・スタレンキ(Mihail Starenki)は彼の教職を続けた。

### 指導部
モルダヴィア共和国の指導部はスファトゥル・ツァーリー議長で大統領であったイオン・インキュレット、長官会議議長パンテリモン・エルハン(Pantelimon Erhan)で構成され、閣僚評議会議長としてダニエル・チュグレアヌ(Daniel Ciugureanu)が独立を宣言した際に引き継いだ。スファトゥル・ツァーリーは初期には120の議員を含んでおり、後に135人、150人と増えた。異なる事情のため4月9日には138人の内125人が投票をし、13人は欠席していた。
1917年12月21日(旧暦12月8日)、スファトゥル・ツァーリーはモルダヴィア民主共和国の政府である長官会議を選定した。議会は9人から成り立ち、7人がモルドバ人、残りはウクライナ人とユダヤ人一人ずつであった。
| 人名                                               | 役職           |
| -------------------------------------------------- | -------------- |
| パンテリモン・エルハン(Pantelimon Erhan)           | 議長、農業長官 |
| ウラジミール・クリスト (Vladimir Cristi)           | 内務長官       |
| シュテファン・ チョバヌ(Ştefan Ciobanu)            | 教育長官       |
| テオフィル・ヨンク(Teofil Ioncu)                   | 経済長官       |
| ニコラエ・ボシェ・コドレアヌ (Nicolae B. Codreanu) | 鉄道長官       |
| テオドール・コジョカル(Teodor Cojocaru)少佐        | 陸軍長官       |
| ミハイル・サヴェンコ(Mihail Savenco)               | 法務長官       |
| ナデジダ・グリンフェルド(Nadejda. E. Grinfeld)     | 産業通商長官   |
| イオン・ペリバン(Ion Pelivan)                      | 外務長官       |

彼の熱望的布告で、"国家行政を全ての面で組織し、無政府状態と災害を除去し、国家の生活の全ての面における秩序の導入"を助けるために議会は置かれた。長官会議の行政事務官の事務所が置かれた。国家政府に関する全ての問題を行政事務官の事務所を通して該当する長官に伝達するために、国中で、公的、私的な機関が必要とされた。それぞれの長官の以前の同意なしに行われた公的管理地での全ての行動は法的に無効と布告され、同時に管理者はこれらの行動の責任から解放された。

## 閣僚など写真

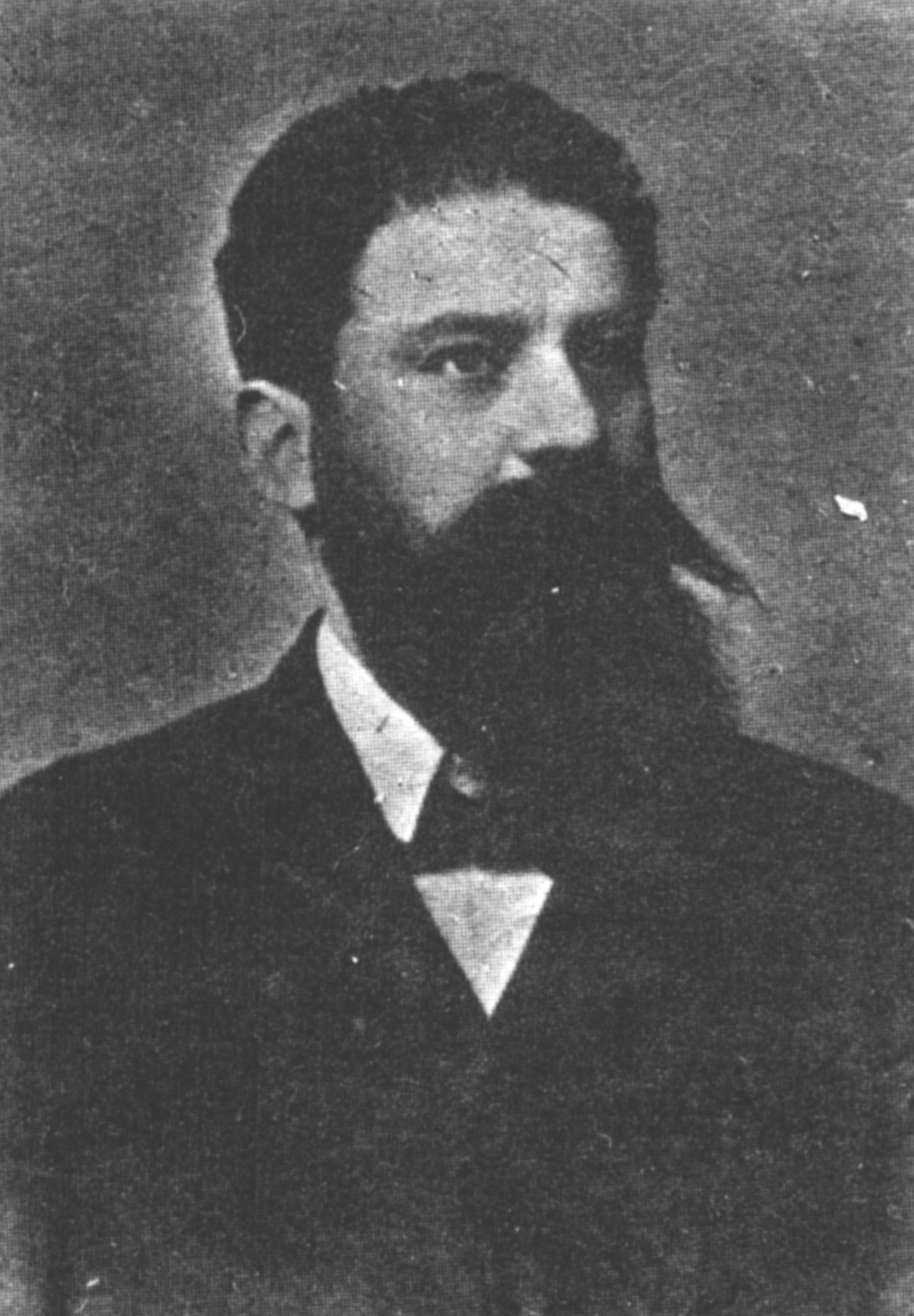
コンスタンティン・ステーレ（ルーマニア語版、英語版） （Constantin Stere）
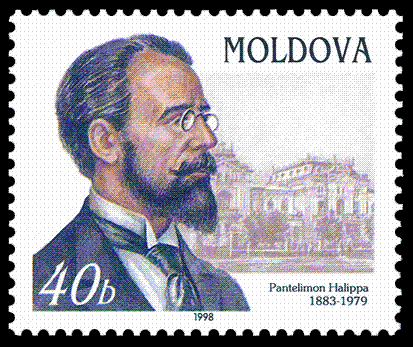
パン・ハリッパ（ルーマニア語版、英語版） （Pan Halippa）とスファトゥル・ツァーリー宮殿（ルーマニア語版、英語版）
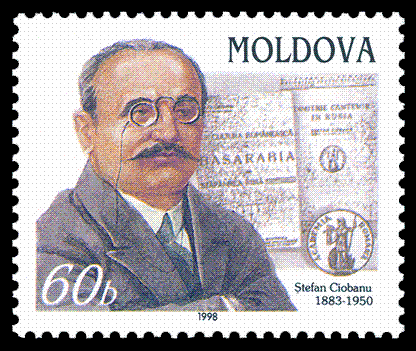
ステファン・ チョバヌ （Ştefan Ciobanu）
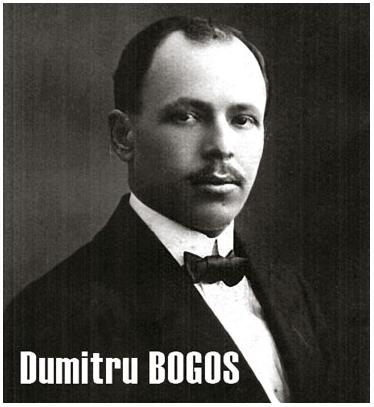
ディミトリ・ボゴス（ルーマニア語版、英語版） （Dimitrie Bogos）、陸軍大将
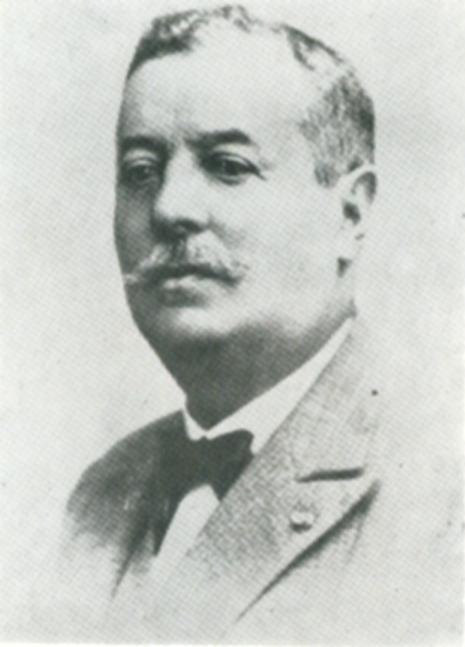
ペトル・カザク（ルーマニア語版、英語版） （Petru Cazacu）
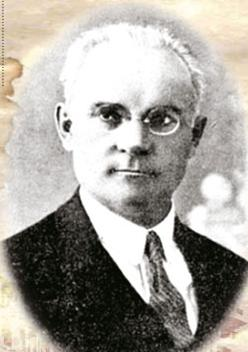
テオフィル・ヨンク （Teofil Ioncu）、経済長官
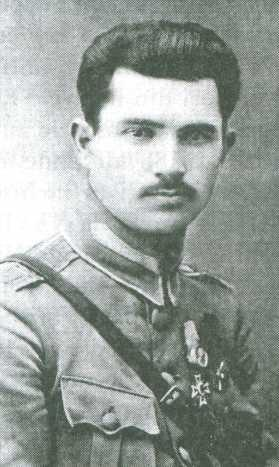
ゲルマン・パンテア（ルーマニア語版、英語版） （Gherman Pântea）、陸軍長官